# Història del beisbol a Catalunya
La història del beisbol a Catalunya s'inicia a principis del segle xx, que el beisbol fou introduït a Catalunya per residents americans i indians retornats.

## Història

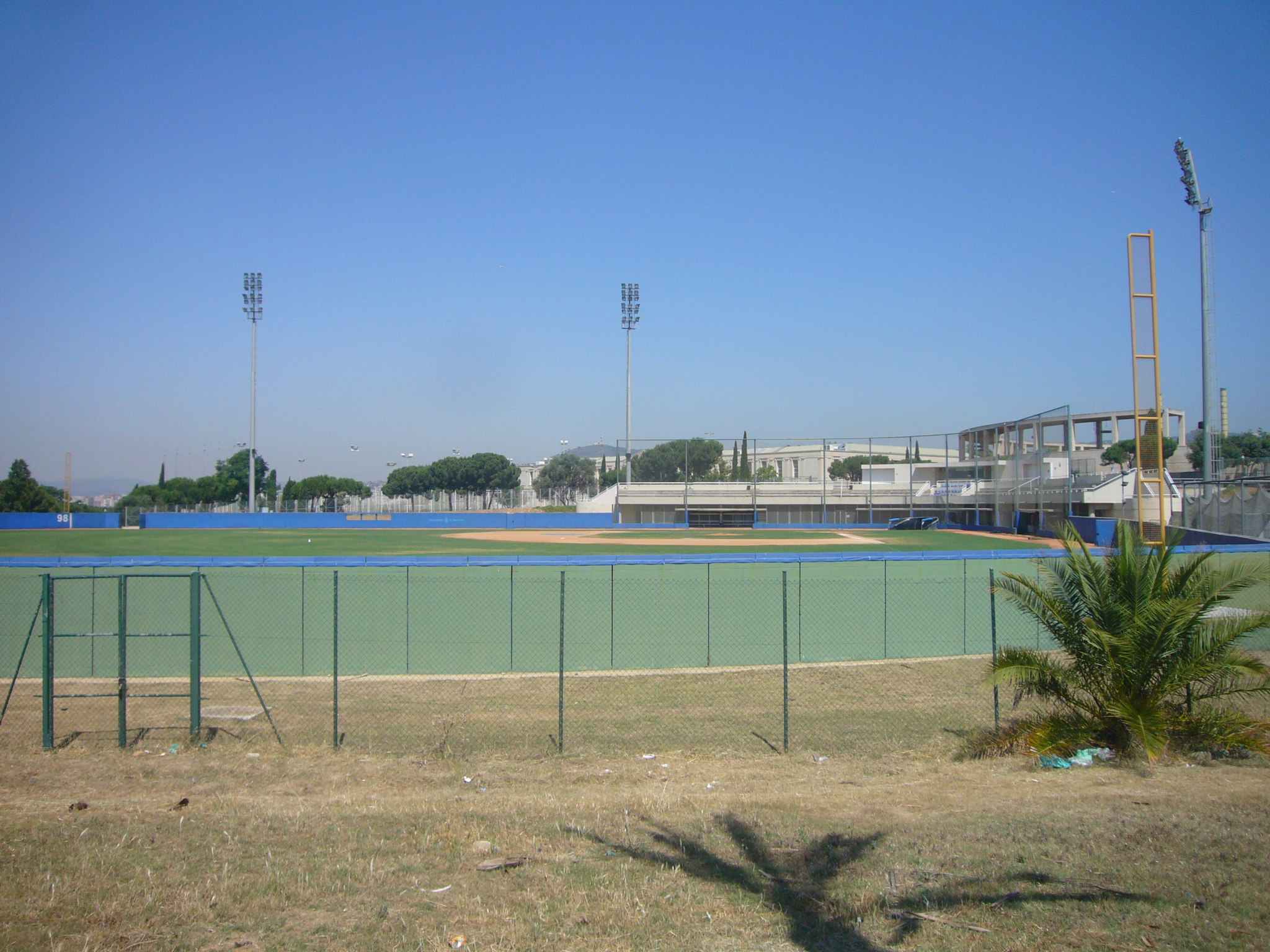
Camp de Beisbol Pérez de Rozas.

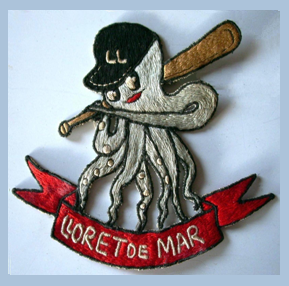
Emblema del club Pops de Lloret de Mar.

A principis del segle xx es disputen els primers partits de beisbol a Catalunya impulsats per cubans retornats a Catalunya. El 1910 es té constància de partits jugats entre uns equips anomenats Iris BBC (1909), Fe BBC (1909) i Habana BBC (1910). Els primers practicants eren la colònia americana a Catalunya, els fills estudiants dels indians o treballadors d'empreses com La Canadenca. Entre ells destacà la tasca realitzada pel periodista Agustí Peris de Vargas, que l'importà de Cuba i en fou el primer jugador i entrenador.
L'esport no acabà de reeixir, fins que el 1923, per iniciativa del mateix Peris de Vargas nasqué la secció del Català BBC i el mateix any la Sociedad Hispano-Americana de Base-Ball.
L'any 1929, en el marc dels actes de l'Exposició Internacional de Barcelona es disputà per primer cop un partit entre la selecció catalana i una selecció d'americans de París. Aquest mateix 1929 es creà la Federació Catalana de Beisbol i s'organitzà el primer Campionat de Catalunya amb la participació dels següents equips:
Català BBC, Barcino, Canadenc BBC (format pels empleats de l'empresa la Canadenca), Olímpic, Catalònia BBC, Montserratí, Dinamita i Fortpienc.
L'Olímpic es proclamà primer campió de Catalunya.
Aquests anys foren molt prolífics pel beisbol català i aparegueren gran quantitat de clubs, com el Decoració Tèxtil BBC (1930), Federació d'Alumnes i Ex-alumnes de l'Escola del Treball (FAEET), Almendares BBC, Els Brucs, Hispanos, Emporium, Fanalers, Elèctrics, Corsaris, Nou Diables, Amèrica, México BBC, Exploradors, Rovers, Estels, Futbol Club Barcelona, UE Sants, Casal Barcelonista, Universitari o RCD Espanyol.
L'any 1931 es produí una escissió dins de la federació i se'n creà la Lliga Oficial de Beisbol, a la qual ingressaren els clubs Montserratí, Olímpic, Catalònia, Canadenc, Almendares, Dinamita, FAEET, Decoració Tèxtil i Emporium. El campionat oficial fou guanyat pel Català.
Després de la guerra civil el beisbol continuà essent un esport important a Catalunya. El 1940 aparegué l'Hèrcules de les Corts, es refundà la secció del RCD Espanyol, el 1941 la del Futbol Club Barcelona per iniciativa de Josep Maria Taixés, el 1945 nasqué el CB Viladecans i el 1951 el Pops de Lloret de Mar. El 1945 fou disputat el primer campionat d'Espanya que fou guanyat per l'Espanyol de Barcelona, derrotant a la final l'Amèrica de Madrid. A partir dels anys 50, l'esport s'estengué per diferents localitats catalanes, destacant Cornellà (Siemens), Gavà i Sabadell. L'any 1955, pocs dies abans de la celebració dels Jocs del Mediterrani, es disputà a Montjuïc el Campionat d'Europa de beisbol, que fou guanyat per la selecció espanyola, i amb ell, la representació del vell continent a la sèrie mundial de Milwaukee del mateix any. Als anys seixanta destacà el Picadero JC barceloní, el qual es proclamà campió d'Europa els anys 1963 i 1967.
El CB Viladecans va ser un dels pocs clubs de beisbol que va sobreviure als difícils anys de la fi de l'època daurada d'aquest esport a Espanya a la vora de 1970. Amb la introducció de canals múltiples a la televisió l'augment de l'interès del públic en la Primera Divisió de la lliga espanyola de futbol va eclipsar altres esports d'equip. Com a conseqüència molts clubs de beisbol catalans no varen poder competir i varen desaparèixer. El Viladecans es convertí durant els anys 80 i 90 en el club més destacat de l'estat, pràcticament imbatible i amb un rècord de títols consecutius difícil d'igualar. El club guanyà de forma consecutiva tots els campionats de lliga entre els anys 1982 i 2002. El beisbol català, però, és un esport de caràcter molt minoritari. Durant aquest període destacaren clubs com el CBS Sant Boi (1971), el CBS Gavà (1973), hereu del Club de Beisbol Roca, el Club Herzegovino, el CB Bonanova (1983), el CB Vic Bat (1992) o el BC Manresa.